# Katarzyna Gębala
Katarzyna Gębala (* 4. September 1974 in Bielsko-Biała) ist eine ehemalige polnische Skilangläuferin.

## Werdegang
Gębala, die für den AZS-AWF Katowice startete, trat international erstmals bei den Nordischen Junioren-Skiweltmeisterschaften 1994 in Breitenwang in Erscheinung. Dort belegte sie den 61. Platz über 15 km Freistil und den 48. Rang über 5 km klassisch. In der Saison 1994/95 lief sie bei der Winter-Universiade 1995 in Candanchú auf den 27. Platz über 10 km klassisch und auf den 14. Rang über 15 km Freistil und bei den Nordischen Skiweltmeisterschaften 1995 in Thunder Bay auf den 49. Platz über 5 km klassisch und jeweils auf den 45. Rang in der Verfolgung und über 30 km Freistil. Ihre besten Resultate bei den Nordischen Skiweltmeisterschaften 1997 in Trondheim waren der 52. Platz über 15 km Freistil und der 13. Rang mit der Staffel. Ihre letzten internationalen Rennen absolvierte sie bei den Olympischen Winterspielen 1998 in Nagano. Dabei kam sie auf den 60. Platz über 5 km klassisch, auf den 59. Rang in der Verfolgung und zusammen mit Małgorzata Ruchała, Dorota Kwaśny und Bernadeta Piotrowska auf den 13. Platz mit der Staffel.
Bei polnischen Meisterschaften siegte Gębala dreimal mit der Staffel (1993, 1998, 2000) und einmal über 15 km Freistil (1998). Ihr Vater Wiesław Gębala und ihre Mutter Anna Gębala-Duraj waren ebenfalls als Skilangläufer aktiv.

## Teilnahmen an Weltmeisterschaften und Olympischen Winterspielen

### Olympische Winterspiele
- 1998 Nagano: 13. Platz Staffel, 59. Platz 10 km Verfolgung, 60. Platz 5 km klassisch

### Nordische Skiweltmeisterschaften
- 1995 Thunder Bay: 45. Platz 10 km Verfolgung, 45. Platz 30 km Freistil, 49. Platz 5 km klassisch
- 1997 Trondheim: 13. Platz Staffel, 52. Platz 15 km Freistil, 53. Platz 10 km Verfolgung, 63. Platz 5 km klassisch